# Nordite-(Ce)
La nordite-(Ce) è un minerale appartenente al supergruppo della nordite.